# Delta Scuti

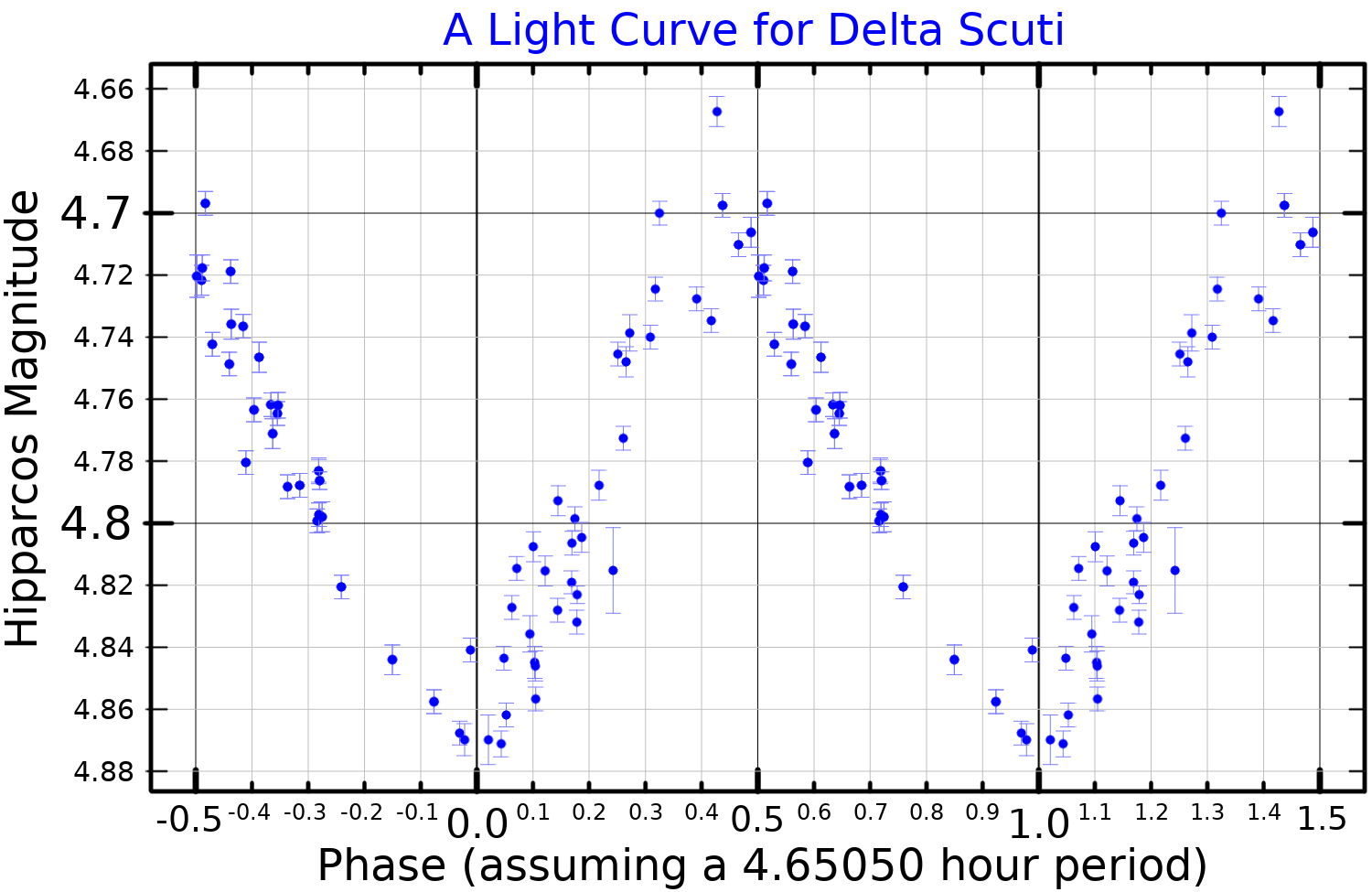
Curva de luz de Delta Scuti

Delta Scuti (δ Sct / 2 Scuti / HD 172748 / HR 7020) es un sistema estelar en la constelación de Scutum. Aunque es solo la cuarta estrella más brillante de su constelación, probablemente sea la más conocida que es el prototipo de un grupo de variables que llevan su nombre, variables Delta Scuti. Se encuentra a 202 años luz del sistema solar.
Las variables Delta Scuti presentan pequeñas variaciones en su luminosidad. En concreto, la magnitud aparente de Delta Scuti varía entre +4,60 y +4,79. Se puede considerar una variable cefeida de baja masa, pero a diferencia de las cefeidas clásicas tiene múltiples períodos de pulsación superpuestos. Existe un período principal de 4,65 días y uno secundario de 4,48 horas. Junto a estos hay períodos de 2,79, 2,28, 2,89 y 20,11 horas, lo que da como resultado una curva de luz compleja.
Delta Scuti es una gigante blanco-amarilla de tipo espectral F2IIIp con una temperatura superficial de 6860 K. Es 39 veces más luminosa que el Sol y su radio es aproximadamente 4,1 veces mayor que el radio solar.
Delta Scuti tiene dos compañeras. Delta Scuti B, de magnitud 12,2, es una estrella de tipo K8 a 15,2 segundos de arco de la estrella principal (Delta Scuti A), mientras que Delta Scuti C, de magnitud 9,2, es una enana amarilla de tipo G7V. La primera está separada de la estrella principal una distancia mínima de 870 UA y la segunda 3000 UA.